# Coelopidae
Famille
Synonymes
- Phycodromidae Loew, 1861[1]
- Phycodromiidae Lundstrom & Frey 1913[1]
- Malacomyiidae Czerny, 1909[1]

Les Coelopidae, les mouches du varech, sont une famille d'insectes de l'ordre des diptères. Ces espèces sont inféodées au varech et se rencontrent sur les rivages marins, principalement au sein de l'Écozone australasienne. 3 espèces sont présentes en Europe et en France.

## Description

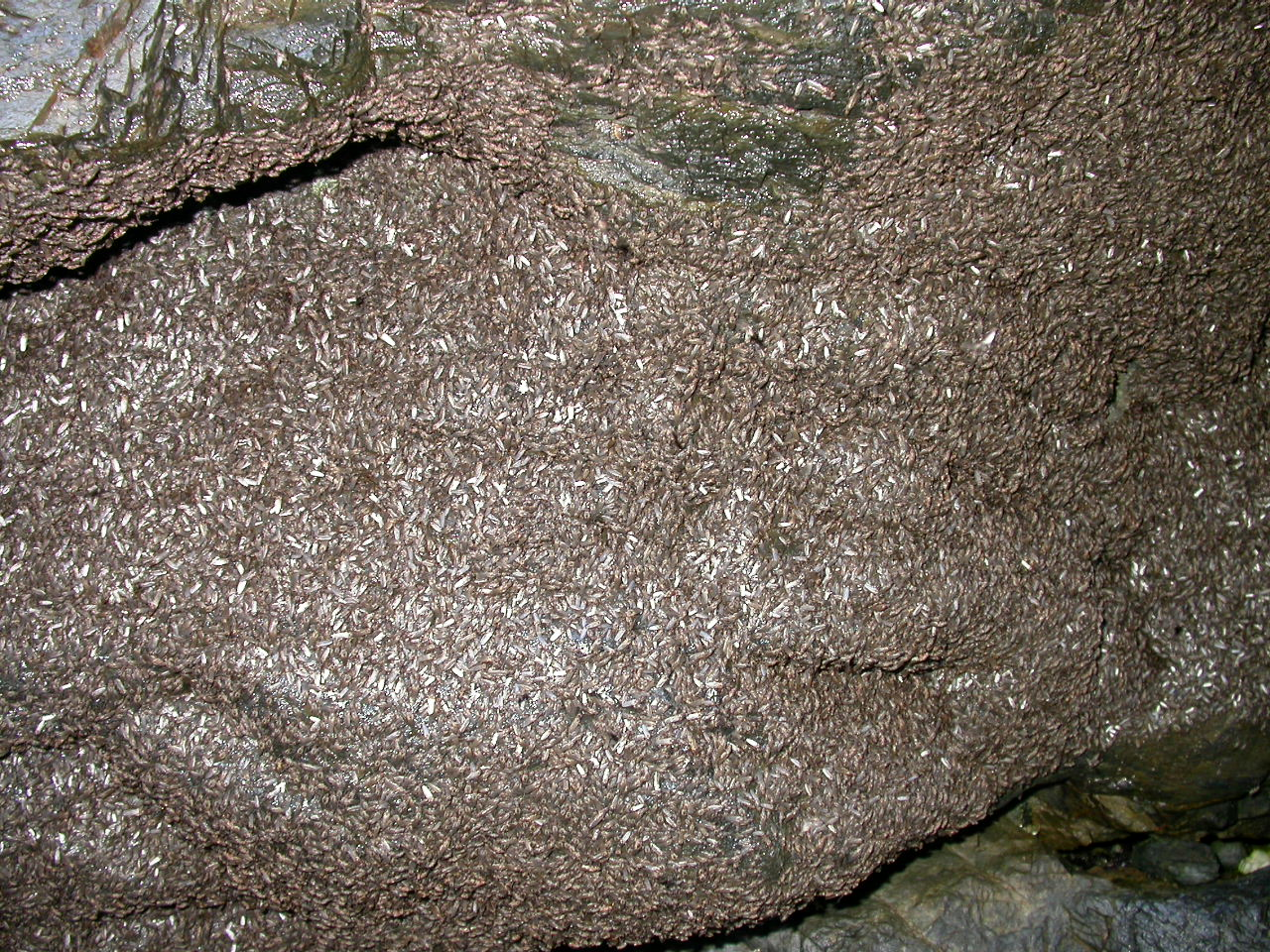
Importance locale des peuplements. Chaetocoelopa sydneyensis (Australie)

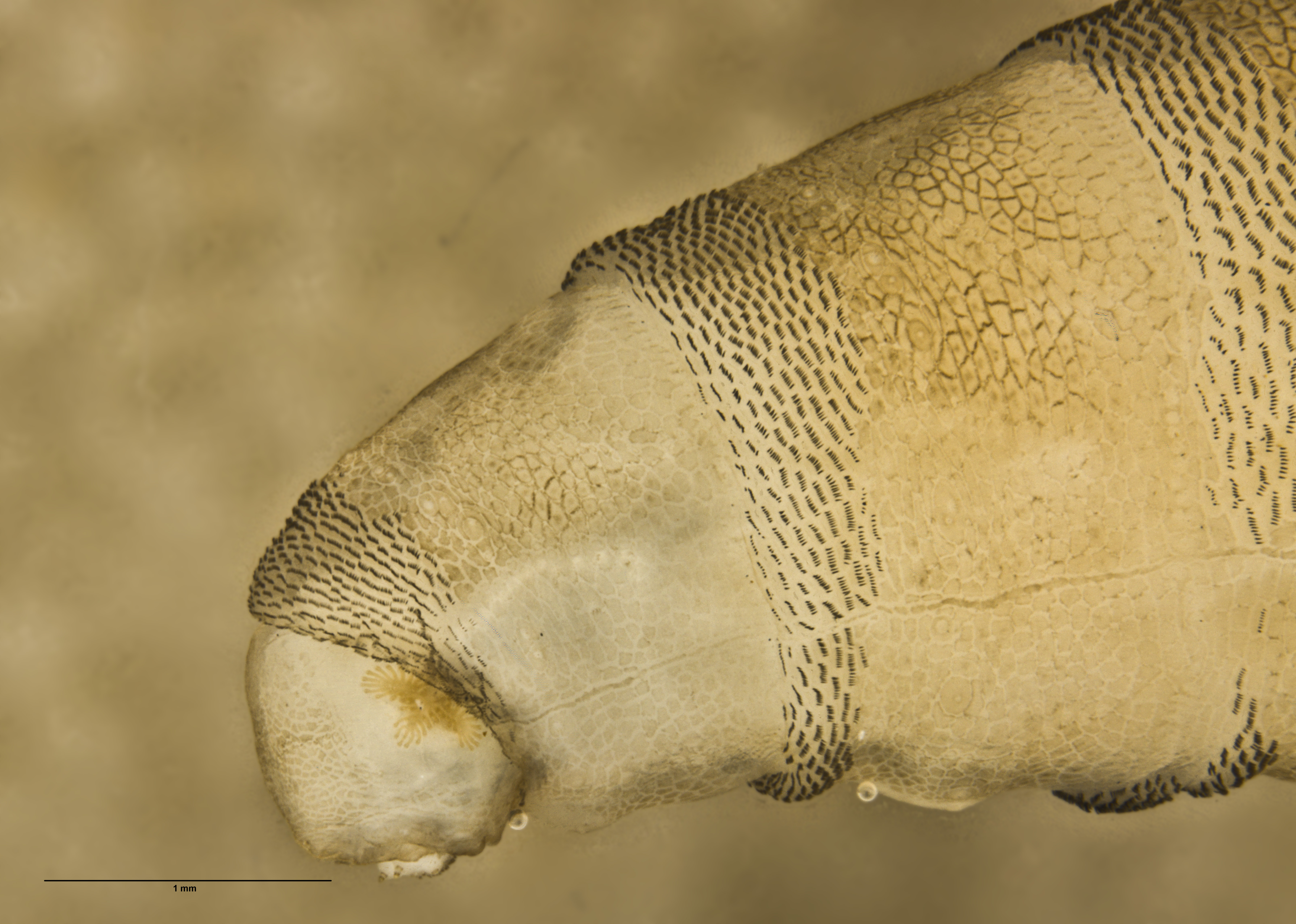
Larve de Baeopterus philpotti (Musée du mémorial de guerre d'Auckland, Nouvelle-Zélande)

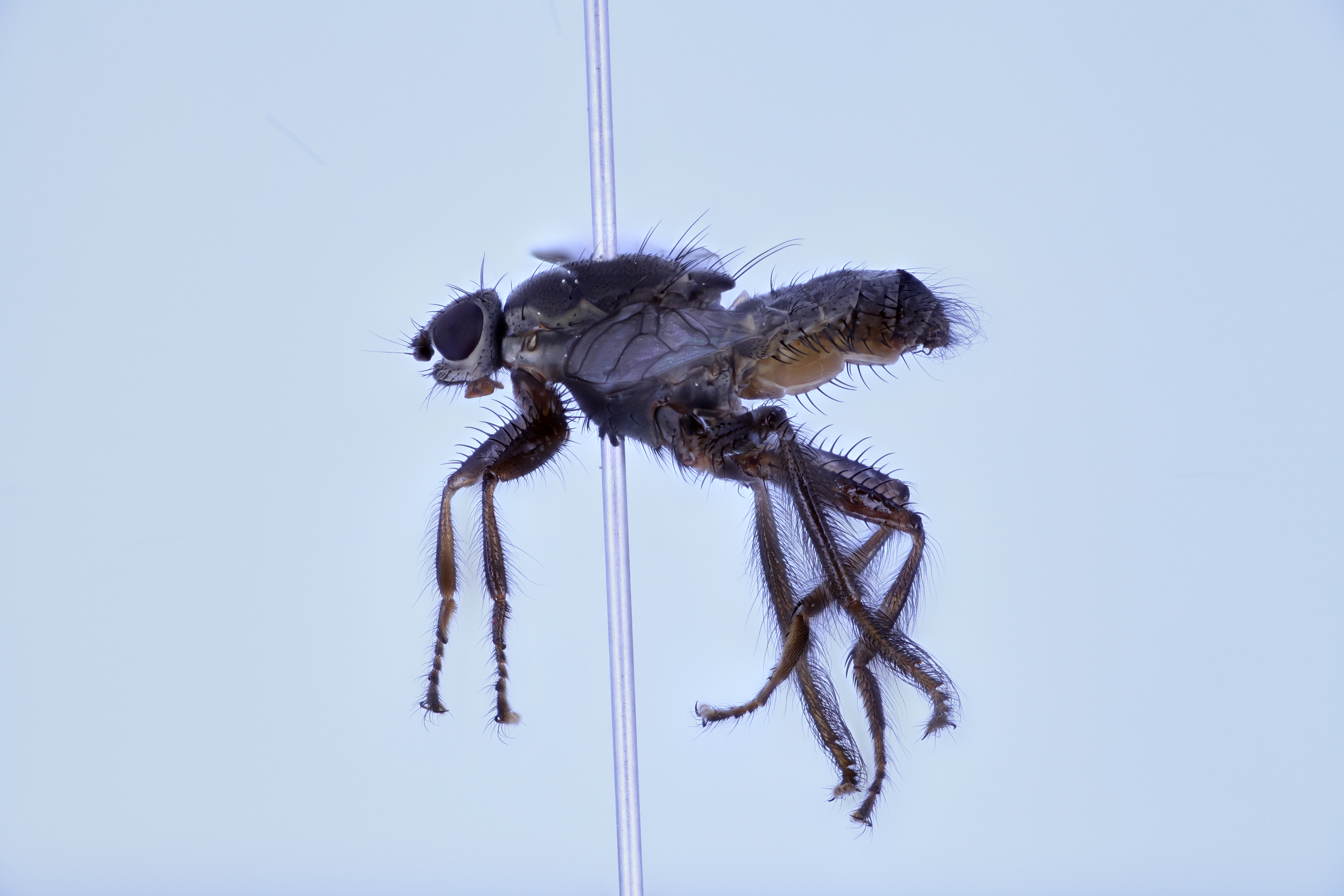
Chaetocoelopa littoralis (Nouvelle-Zélande)

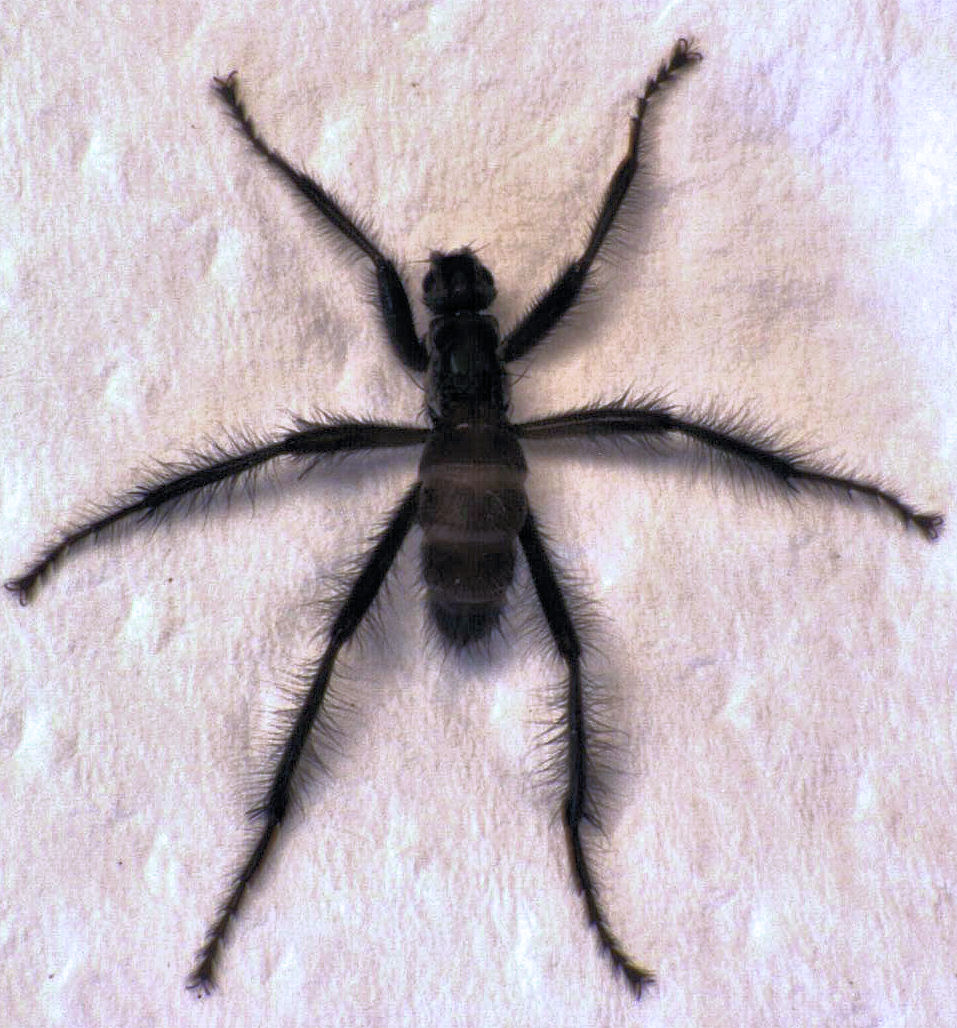
Icaridion nasutum (Nouvelle-Zélande)

Les Coelopidae adultes ressemblent à certaines Dryomyzidae, Helcomyzidae, Sepsidae (genre Orygma) ou Sciomyzoidea dont elles partagent parfois le biotope. Elles se distinguent de celles-ci par leur apparence généralement compacte, aplatie et poilue,.
Les imagos de la famille des Coelopidae sont des mouches de 3,0 à 16,0 mm de long. Souvent robustes et trapues, elles ont un corps fortement déprimé brun à noirâtre. Elles sont généralement assez poilues, le gradient de pilosité étant inversement proportionnel avec la température moyenne de leur habitat. La tête, au sommet plat ou convexe, porte des antennes courtes, larges et tombantes. Le thorax et l'abdomen sont larges et nettement aplatis. Les larves de couleur crème ont une morphologie typique des larves de diptères et trois stades différents. La pupe, quant à elle, est ovoïde, légèrement rugueuse et colorée d'un brun foncé,.
Des variations intraspécifiques considérables sont souvent exprimées chez les imagos, en particulier la taille globale, la quantité et la morphologie de la pilosité ainsi que la longueur des ailes. La cause de cette variabilité est apparemment une combinaison d'influences génétiques et environnementales, notamment la nutrition. Cette plasticité a parfois abouti à de multiples descriptions et noms pour la même espèce, d'où la multiplicité des synonymies.

## Biologie
Les Coelopidae sont fucicoles. Le varech, composé de diverses espèces d'algues en décomposition déposées par les marées, constitue la nourriture des larves. Souvent abondantes, elles décomposent et recyclent ces laisses de mer et ainsi permettent un compostage efficace des matières végétales. En ce sens leur action est primordiale au bon fonctionnement de nos écosystèmes. La reproduction et l'habitat des imagos ont lieu sur ou à proximité immédiate du substrat. Quelques heures suffisent à un amas de varech pour être colonisé,.
Les amas de varech peuvent être divisés en trois types de milieux par ordre de profondeur décroissante ; le varech épais, le varech floconneux et le varech filandreux. Chaque micro-milieu correspond à une décomposition et à une stratégie écologique particulières. Le varech épais a tendance à rester humide et à se réchauffer par rapport aux températures extérieures, tandis que les litières moins profondes ont tendance à rester fraiches et à se dessécher. Par exemple, le genre Coelopa se reproduit sur l'ensemble de l'année, même lors des hivers rigoureux, en utilisant la production de chaleur du varech épais ; à 10-20cm de profondeur, la température peut monter à 40 °C. Le développement larvaire a lieu dans les zones les plus humides, la pupaison au sein des zones les plus sèches.

## Prédateurs
L'abondance des Coelopidae constitue une ressource importante pour de nombreux oiseaux côtiers. Cependant, seuls les imagos semblent être prédatés, les amas de varech n'étant que très peu attaqués et uniquement sur les 2-3 premiers centimètres. Quelques trous y sont visibles et il est supposé que ce sont le fait de micro-mammifères. Les amas de varech contiennent également des hyménoptères et coléoptères prédateurs parasites des larves et pupes de Coelopidae tels que le Staphylinidae Aleochara obscurella,

## Distribution
Les 29 espèces de la famille Coelopidae sont essentiellement présentes au sein des rivages marins frais à très froids des régions tempérées et sub-arctiques des deux hémisphères. Elles se rencontrent principalement au sein de l'écozone australasienne (18 espèces). 5 espèces sont néarctiques, 4 sont paléarctiques (dont 3 en Europe et en France), 4 sont afrotropicales, 2 sont indomalaises et 1 est néotropicale.

## Les Coelopidae et l'humain
L'abondance des imagos constitue parfois une gêne pour les usagers des plages. De plus, il semble qu'ils soient un vecteur de déplacements d'agents pathogènes humains tels que la souche O157:H7 d'Escherichia coli.

## Taxonomie

### Les espèces européennes
Selon Fauna Europaea (7 mai 2019), seules ces trois espèces sont présentes en Europe et en France :
- Coelopa frigida, cette espèce se distingue de C. pilipes, par des pattes fortement poilues et une distribution plus nordique[2].
- Coelopa pilipes
- Malacomyia sciomyzina, son thorax gris et son abdomen jaune distinguent cette espèce des deux autres. Elle est cependant proche d'Heterocheila buccata (Heterocheilidae) et s'en différencie par une taille plus petite et des pièces buccales protubérantes et avancées[2].

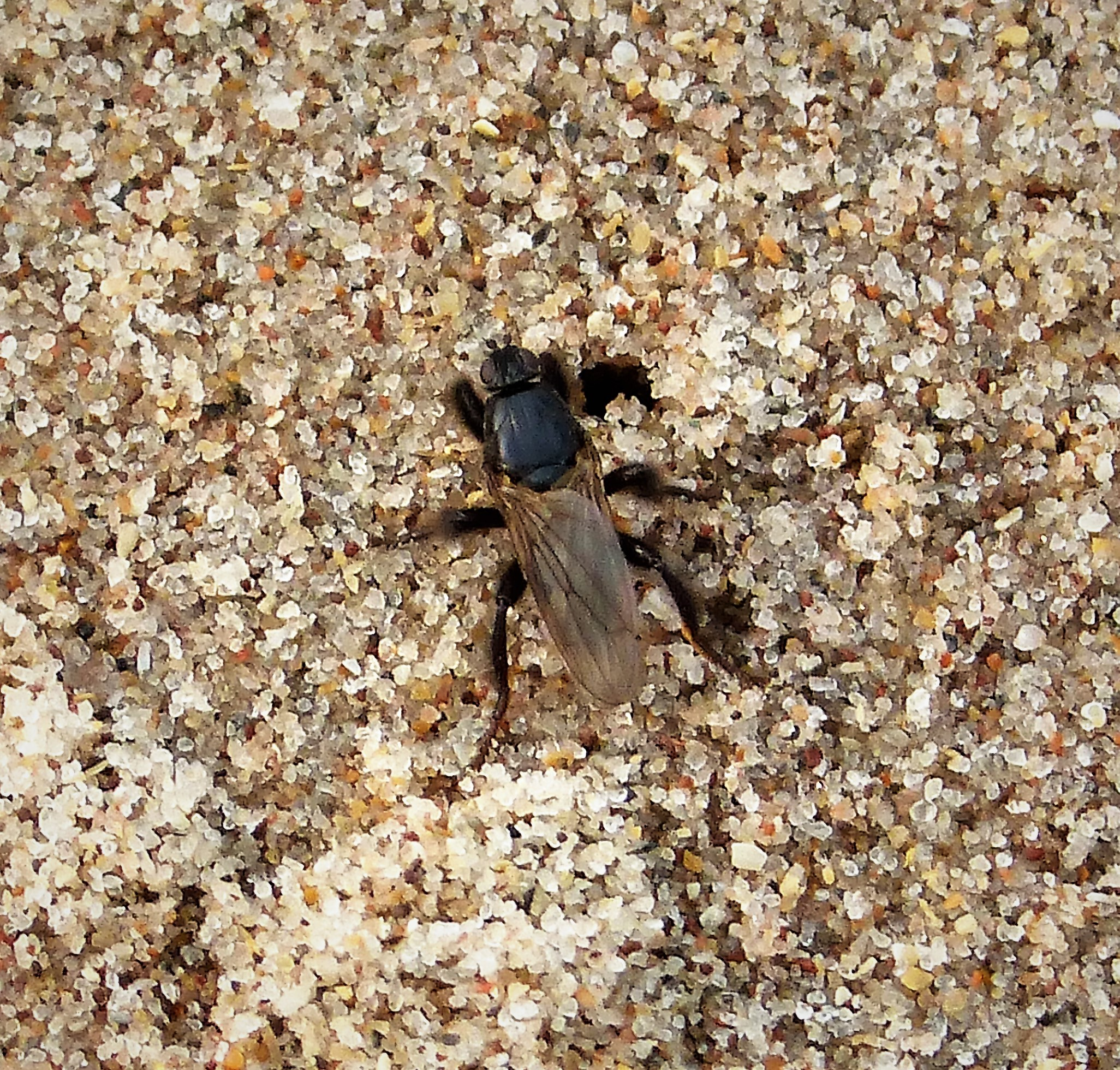
Coelopa pilipes (Écosse)
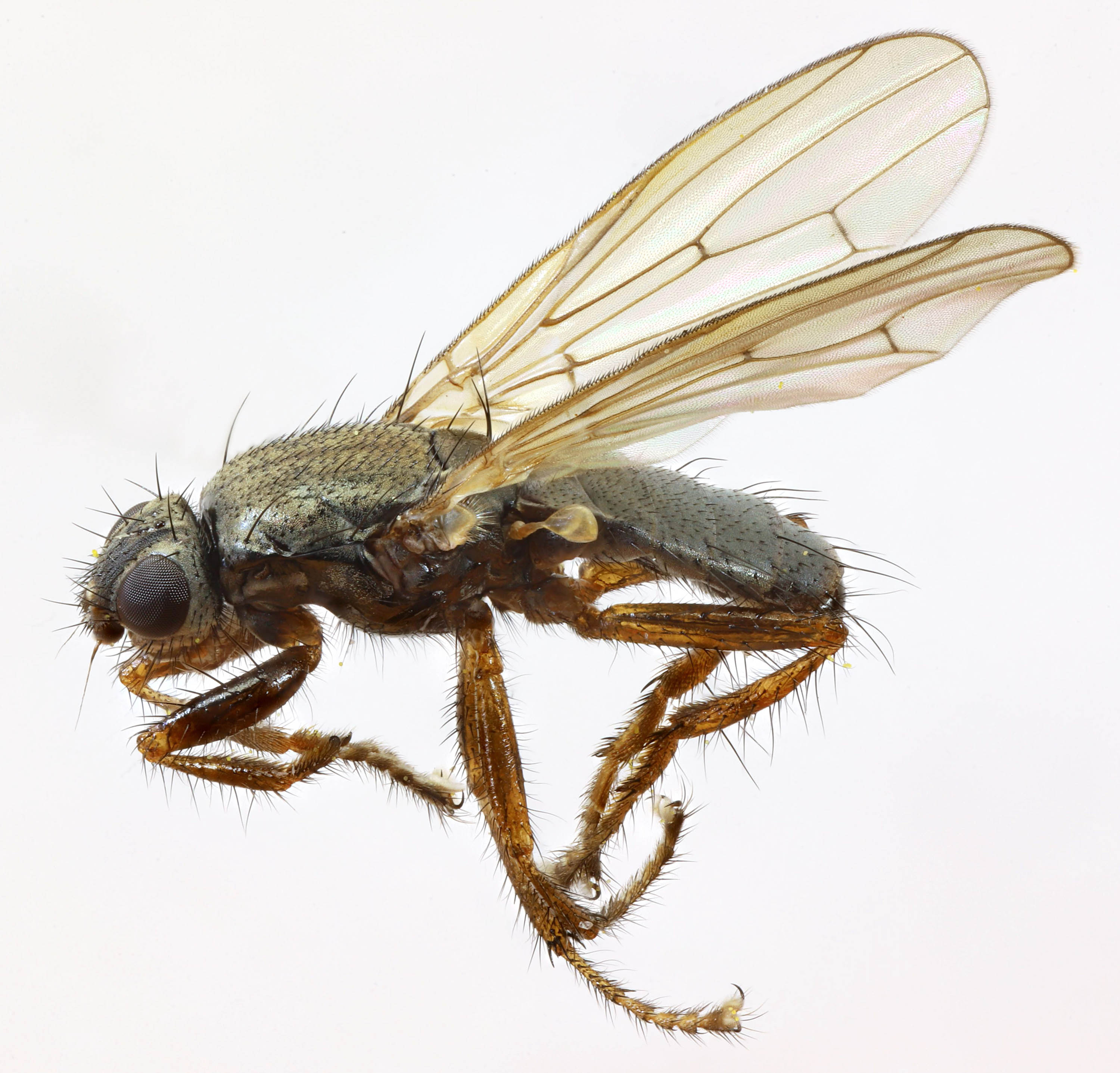
Coelopa frigida (pays de Galles)
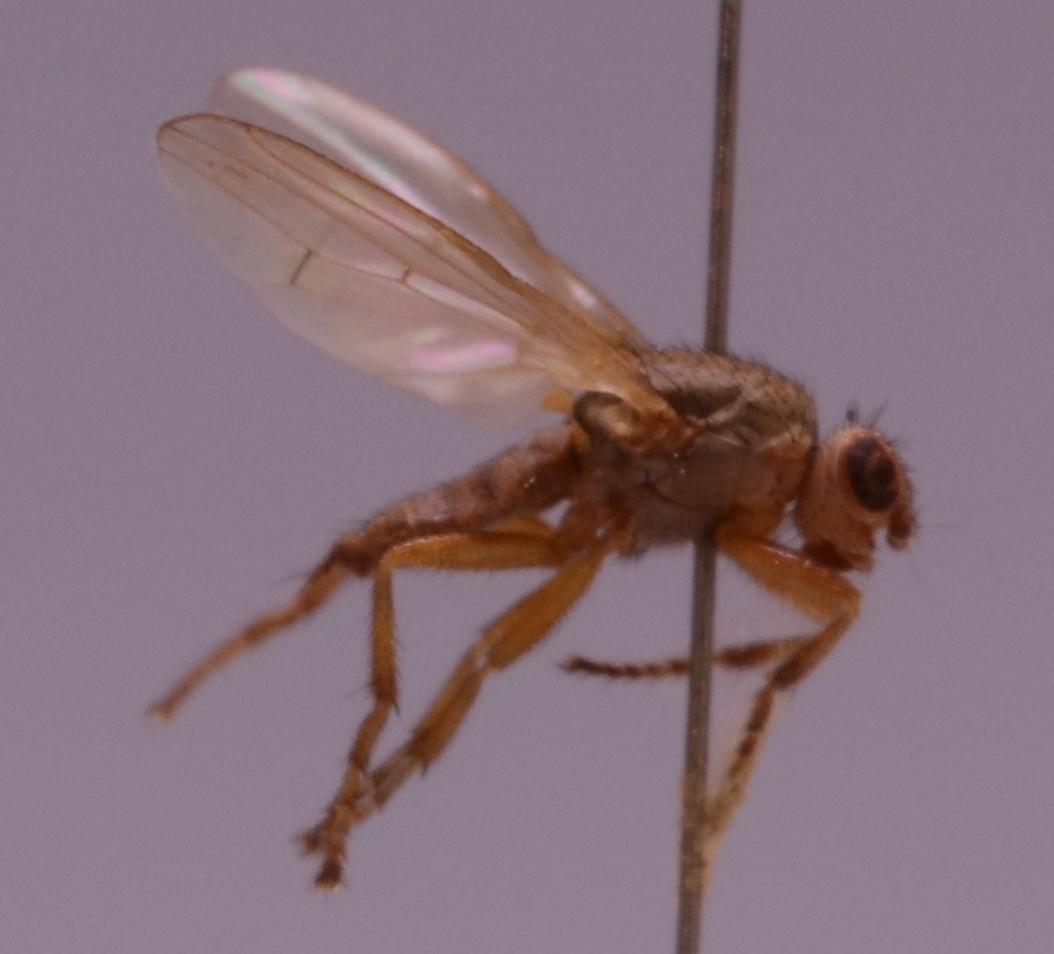
Malacomyia sciomyzina (Angleterre)

### Ensemble des espèces
Selon Mathis et McAlpine (2011), :
sous-famille Coelopinae
- tribu Coelopini

- genre Coelopa

- sous-genre Coelopa (Coleopa)

- Coelopa pilipes, Europe

- sous-genre Coelopa (Fucomyia)

- Coelopa aequatorialis, Somalie
- Coelopa alluaudi, Madagascar, Australasie, Japon, Indomalais
- Coelopa dasypoda, Namibie, Afrique du Sud
- Coelopa frigida, Néarctique, Europe
- Coelopa nebularum, Néarctique, Est-Paléarctique
- Coelopa orientalis, Java
- Coelopa stejnegeri, Alaska, Russie asiatique
- Coelopa ursina, Afrique du Sud

- sous-genre Coelopa (Neocoelopa)

- Coelopa vanduzeei, Néarctique

- tribu Coelopellini

- genre Amma

- Amma blancheae, Australasie

- genre Baeopterus

- Baeopterus philpotti, Nouvelle-Zélande

- genre Coelopella

- Coelopella curvipes, Australasie

- genre Icaridion

- Icaridion debile, Nouvelle-Zélande
- Icaridion nasutum, Nouvelle-Zélande
- Icaridion nigrifrons, Australasie

- genre Rhis

- Rhis popeae, Australasie
- Rhis whitleyi, Australie

- genre This

- This canus, Australie

- tribu Glumini

- genre Chaetocoelopa

- Chaetocoelopa littoralis, Nouvelle-Zélande
- Chaetocoelopa sydneyensis, Australie

- genre Coelopina

- Coelopina anomala, Californie, Mexique

- genre Dasycoelopa

- Dasycoelopa australis, Australie

- genre Gluma

- Gluma keyzeri, Australie
- Gluma musgravei, Australie
- Gluma nitida, Australie

- genre Malacomyia

- Malacomyia sciomyzina, Europe

sous-famille Lopinae
- genre Lopa

- Lopa convexa, Australie